# Nikaia, Attika
Níkaia (Nikaia) är en kommunhuvudort i Grekland.   Den ligger i prefekturen Nomós Piraiós och regionen Attika, i den sydöstra delen av landet, 6 km väster om huvudstaden Aten. Níkaia ligger 30 meter över havet och antalet invånare är 89 380.
Terrängen runt Níkaia är platt åt sydost, men åt nordväst är den kuperad. Havet är nära Níkaia åt sydväst. Närmaste större samhälle är Aten, 6,0 km öster om Níkaia. Runt Níkaia är det i huvudsak tätbebyggt.